# Castelli della Baviera

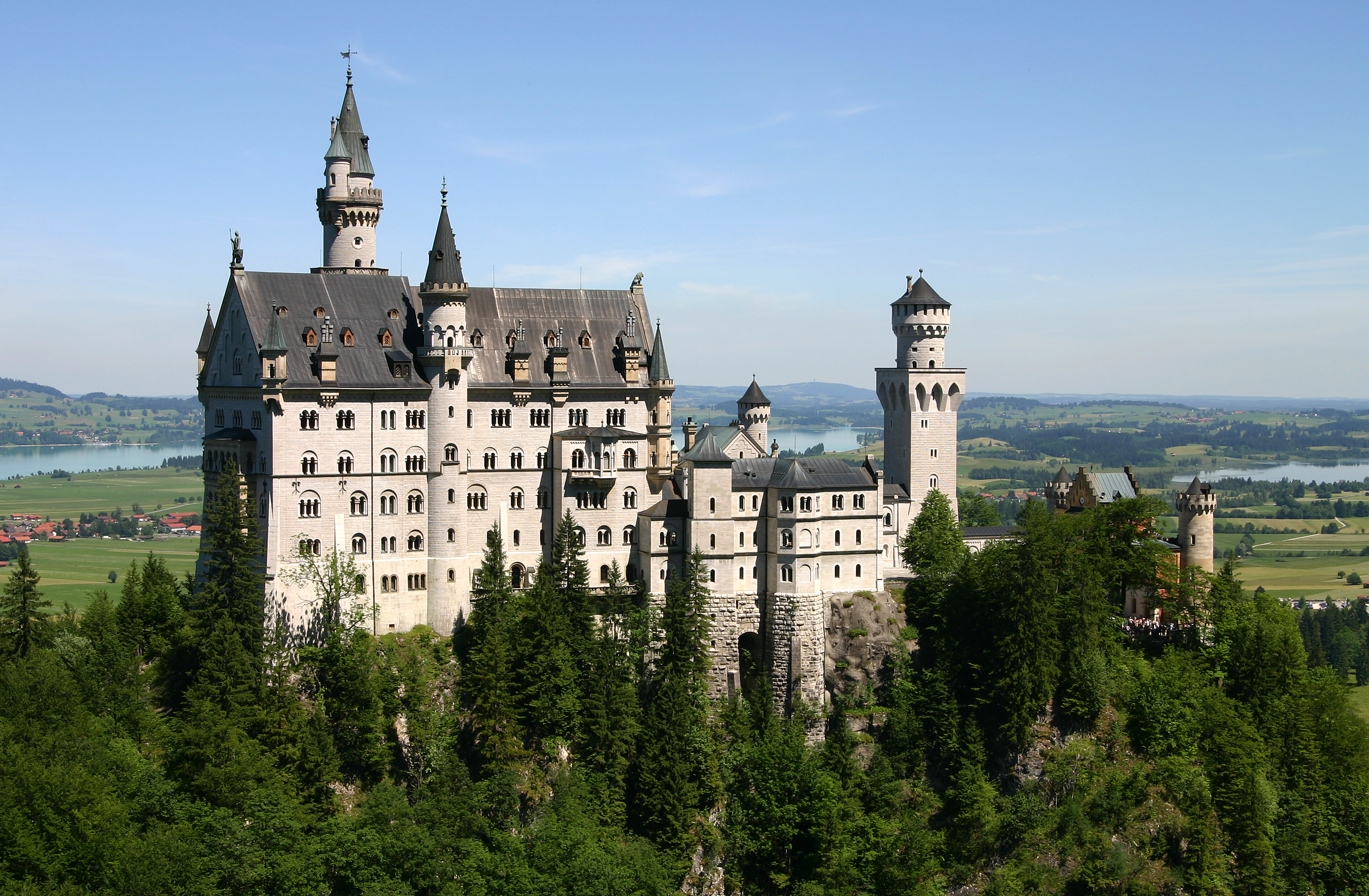
Il più famoso castello della Baviera: Neuschwanstein

Nello stato tedesco della Baviera si trovano numerosi castelli.
Questi edifici, alcuni dei quali hanno una storia di oltre 1000 anni, sono stati sede di eventi storici. Questo elenco comprende castelli chiamati in tedesco Burg (castello), Festung (fortezza o forte), Schloss (maniero) e Palais/Palast (palazzo). Molti castelli tedeschi dopo il Medioevo furono eretti per divenire palazzi reali o ducali, e raramente come bastimenti fortificati.

## Alta Baviera
| Castello                   | Località          | Circondario                            | Immagine |
| -------------------------- | ----------------- | -------------------------------------- | -------- |
| Rocca di Burghausen        | Burghausen        | Circondario di Altötting               |          |
| Castello di Hohenburg      | Lenggries         | Circondario di Bad Tölz-Wolfratshausen |          |
| Linderhof                  | Ettal             | Circondario di Garmisch-Partenkirchen  |          |
| Amalienburg                | Monaco di Baviera |                                        |          |
| Nymphenburg                | Monaco di Baviera |                                        |          |
| Blutenburg                 | Monaco di Baviera |                                        |          |
| Münchner Residenz          | Monaco di Baviera |                                        |          |
| Fürstenried                | Monaco di Baviera |                                        |          |
| Castello di Schleißheim    | Oberschleißheim   | Circondario di Monaco di Baviera       |          |
| Castello di Herrenchiemsee | Chiemsee          | Circondario di Rosenheim               |          |
| Castello di Possenhofen    | Pöcking           | Circondario di Starnberg               |          |

## Bassa Baviera
| Castello               | Località | Circondario             | Immagine |
| ---------------------- | -------- | ----------------------- | -------- |
| Castello del Trausnitz | Landshut | Circondario di Landshut |          |

## Alta Franconia
| Castello              | Località      | Circondario             | Immagine |
| --------------------- | ------------- | ----------------------- | -------- |
| Neue Residenz         | Bamberga      |                         |          |
| Castello di Ehrenburg | Coburgo       |                         |          |
| Fortezza di Coburgo   | Coburgo       |                         |          |
| Schloss Weißenstein   | Pommersfelden | Circondario di Bamberga |          |
| Castello di Rosenau   | Rödental      | Circondario di Coburgo  |          |

## Media Franconia
| Castello                         | Località   | Circondario | Immagine |
| -------------------------------- | ---------- | ----------- | -------- |
| Castello Imperiale di Norimberga | Norimberga |             |          |

## Bassa Franconia
| Castello                  | Località      | Circondario | Immagine |
| ------------------------- | ------------- | ----------- | -------- |
| Fortezza di Marienberg    | Würzburg      |             |          |
| Castello di Veitshöchheim | Veitshöchheim |             |          |

## Svevia
| Castello                   | Località     | Circondario                        | Immagine |
| -------------------------- | ------------ | ---------------------------------- | -------- |
| Castello di Hohenschwangau | Füssen       | Circondario dell'Algovia Orientale |          |
| Castello di Neuschwanstein | Schwangau    | Circondario dell'Algovia Orientale |          |
| Castello di Linderhof      | Oberammergau | Circondario dell'Algovia Orientale |          |